# Timex Social Club
I Timex Social Club sono stati un gruppo musicale hip hop statunitense formatosi nel 1982 e noto al grande pubblico per il suo singolo Rumors, pubblicato nel 1986.

## Storia
Originariamente conosciuti come Timex Crew, Marcus Thompson, Gregory " Greg B " Thomas, Michael Marshall, Craig Samuel e Darrien Cleage, nel 1986, dopo la dipartita di Samuel, Cleage e Thomas e con l'arrivo di Alex Hill e Kevin Moore, decisero di adottare definitivamente il nome Timex Social Club.
Il gruppo si specializzò sia nell'old school rap, che nel mix di rhythm and blues urbano con ritmi hip hop, fusione di generi musicali che venne poi etichettata come New jack swing.
Legatisi all'etichetta discografica Danya Records, i Timex Social Club pubblicarono nel 1986 l'unico loro album, dal titolo Vicious Rumors. Il singolo Rumors, in esso contenuto e in cui la band si avvalse di Michael Marshall come voce solista, permise al gruppo di raggiungere la popolarità in diversi paesi, ottenendo la posizione numero 8 nella classifica Billboard Hot 100. I due singoli successivi Thinkin' About Ya e Mixed-Up World non ebbero la medesima fortuna, ma raggiunsero entrambi la classifica dei primi 20.
Il produttore Jay King abbandonò il gruppo, costituendo una propria band R&B denominata Club Nouveau. In conseguenza, a soli cinque anni dalla costituzione, i Timex Social Club si sciolsero.

## Formazione
- Gregory Thomas
- Marcus Thompson
- Kevin Moore
- Michael Marshall
- Craig Samuel
- Darrien Cleage
- Alex Hill

## Discografia

### Album
- 1986 - Vicious Rumors

### Singoli
- 1986 - Rumors
- 1986 - Thinkin' About Ya
- 1986 - Mixed-Up World